# Radó Sándor (építészmérnök)
Radó Sándor, született Rozenfeld Sándor (Mohács, 1880. április 2. – Budapest, 1960. május 2.) magyar építész. Munkássága főleg Marosvásárhelyhez köthető: a 20. század első évtizedeiben a város főépítészeként számos szecessziós épületet tervezett. Az 1930-as években a város alpolgármestereként is működött.

## Életpályája
Rozenfeld Simon és Tauszik Paulin fiaként született. 1903-ban a budapesti József nádor Műegyetemen építészmérnöki diplomát szerzett. 1905 és 1923 között Marosvásárhely városi mérnöke majd főmérnöke, ezen felül egy ideig városi tanácsos. Miután főmérnöki posztjából elmozdították, építészirodát tartott fenn Marosvásárhelyen, majd Kolozsváron. Az 1930-as években Marosvásárhely alpolgármesterének szerepét is betöltötte; ebben a minőségében Emil Dandea román polgármester pártolója és Bernády ellensége volt. 1944-ben Budapestre költözött. Házastársa Bartha Klára, akivel 1916-ban Aranyosgyéresen kötött házasságot.

## Munkássága
Több középületet tervezett és részben ő irányította a Bernády György első polgármesteri szolgálata idején történő városrendezést. Stílusára jellemzőek a bécsi szecesszió mértani elemei, elvont formái. Épületeinek szembeötlő tulajdonsága az egymás alatti ablakok függőleges keretekben való elhelyezése.
A nevéhez köthető főbb marosvásárhelyi létesítmények:
- 1908–1912: Polgári Felsőtagozatos Fiúiskola (ma a Petru Maior Egyetem egyik szárnya), a Bernády György téren
- 1908–1912: Kereskedelmi Fiúiskola (ma szintén a Petru Maior Egyetem szárnya), az előbbi mögött, a várfalak mellett
- 1909: Nyugdíjpalota, eredetileg nyugdíjpénztár és a nyugalmazott városi tisztviselők bérháza a Kultúrpalota mögött
- 1909: Kereskedelmi és Iparkamara (a városháza mögött), Toroczkai Wigand Ede építésszel közösen tervezte
- 1909: Polgári Sportlövölde a Somostetőn. Később itt működött a somostetői vendéglő, mára elhagyták
- 1910: Az Albina Bank helyi fiókjának épülete a Győzelem téren
- 1911: A Posta és Távírda épülete a Szentgyörgy utca (ma str. Revoluției) elején; jelenleg is postahivatalként működik[10]
- 1912: A Vársétány kialakítása
- 1912: Radó-villa, bérház a Köteles Sámuel és a Mikszáth Kálmán (ma str. Artei) utcák sarkán. Marosvásárhelyi tartózkodása idején itt bérelt lakrészt Toroczkai Wigand Ede.
- 1912–1913: Polgári Felsőtagozatos Leányiskola (ma Papiu Főgimnázium); szemben a Polgári Fiúiskolával
- 1912–1913: Közigazgatási Iskola (ma a Szakszervezetek háza), a városháza mögött
- 1912–1913: Bernády-ház, Bernády György egykori lakóháza a Szentgyörgy utcában
- 1924: Az Apolló-palota átalakítása
- 1929: Szanatórium (ma a Szülészeti és Nőgyógyászati klinika) a Köteles Sámuel utcában
- ?: Radó Sándor saját lakóháza a Mikszáth Kálmán utcában; az átépítések során mára elvesztette szecessziós jellegét
- ?: Az Erzsébet-ligeti (ma Parcul Municipal) teniszpavilon
- ?: Ipari létesítmények: gázgyár, vízüzem, csatornaház, villanytelep épületei

Más településeken is tervezett építményeket, az ő nevéhez köthető például a szovátai Mária-kút terve (1910), mely az ott nyaraló Jászai Mari kezdeményezésére és támogatásával épült.

### Képek

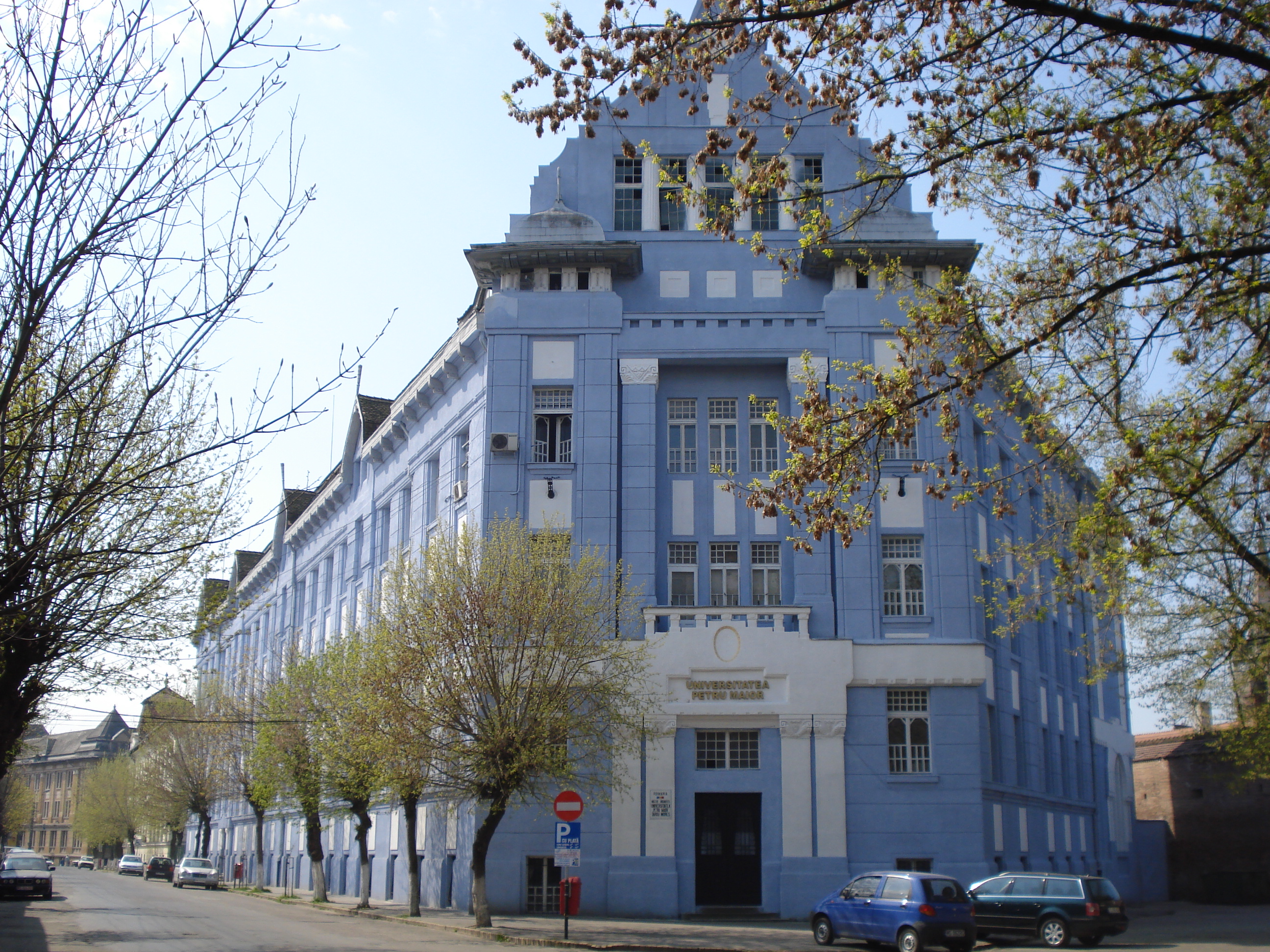
Az egykori Kereskedelmi Fiúiskola
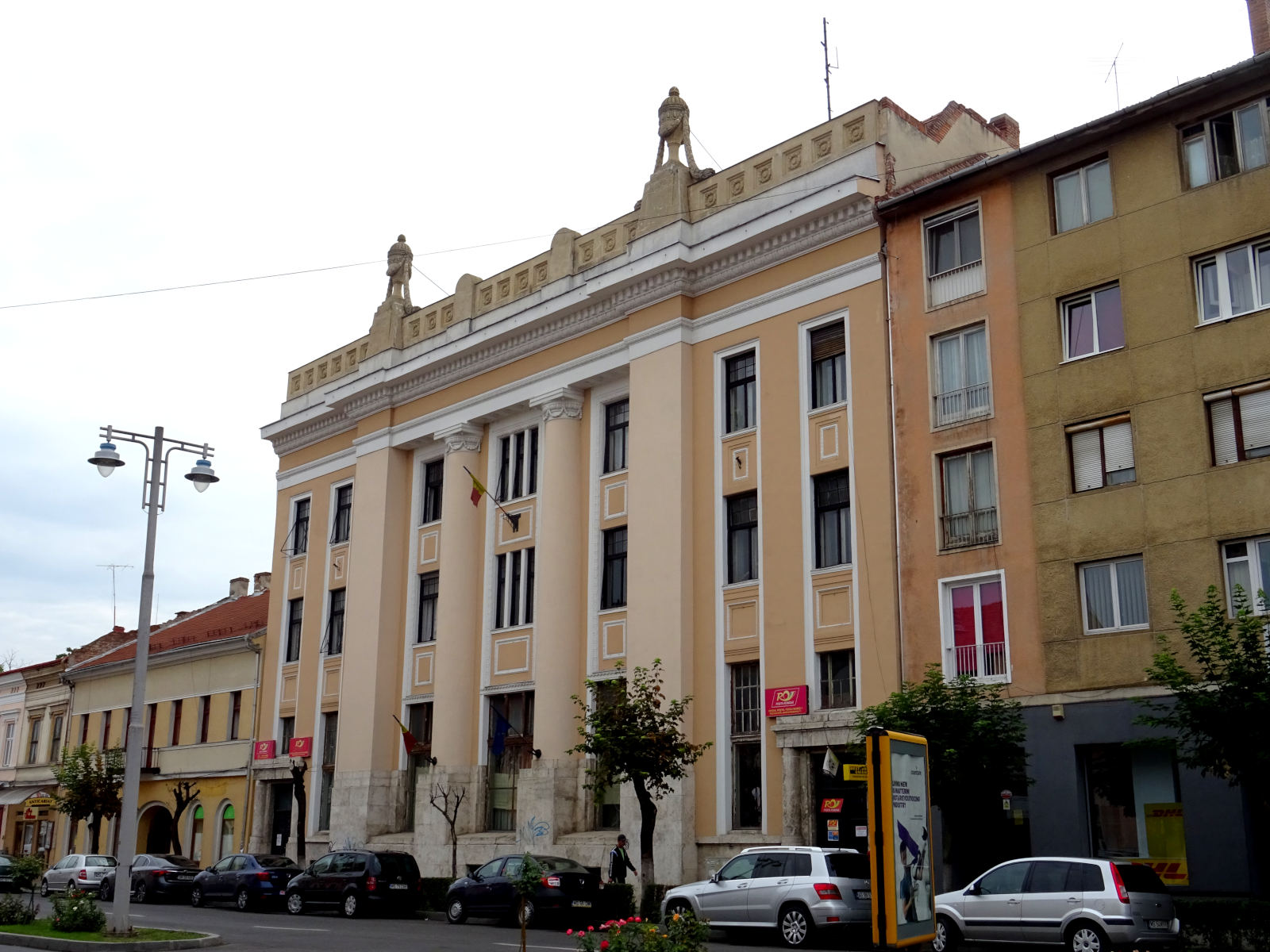
A Szentgyörgy utcai posta
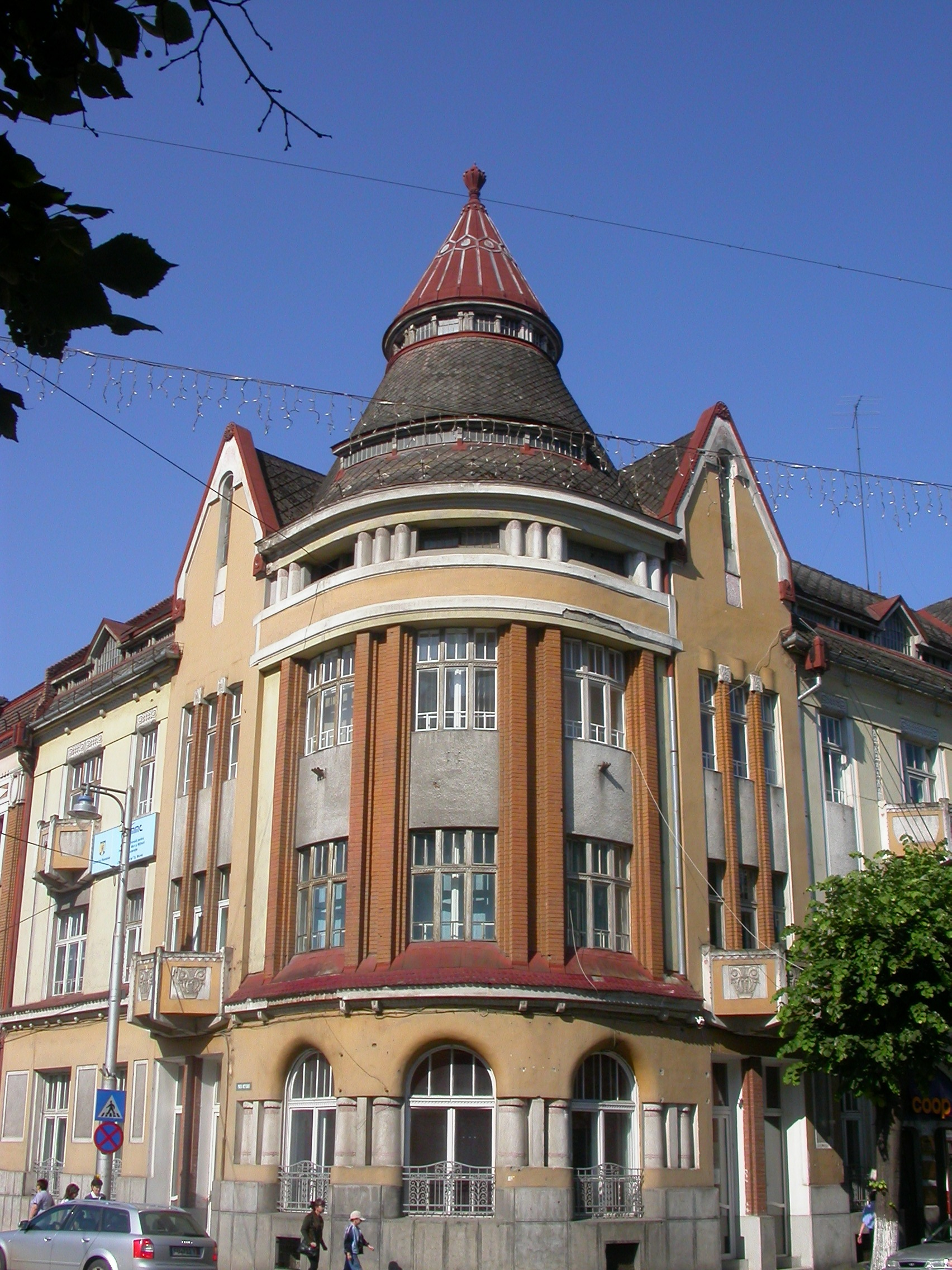
Albina bank
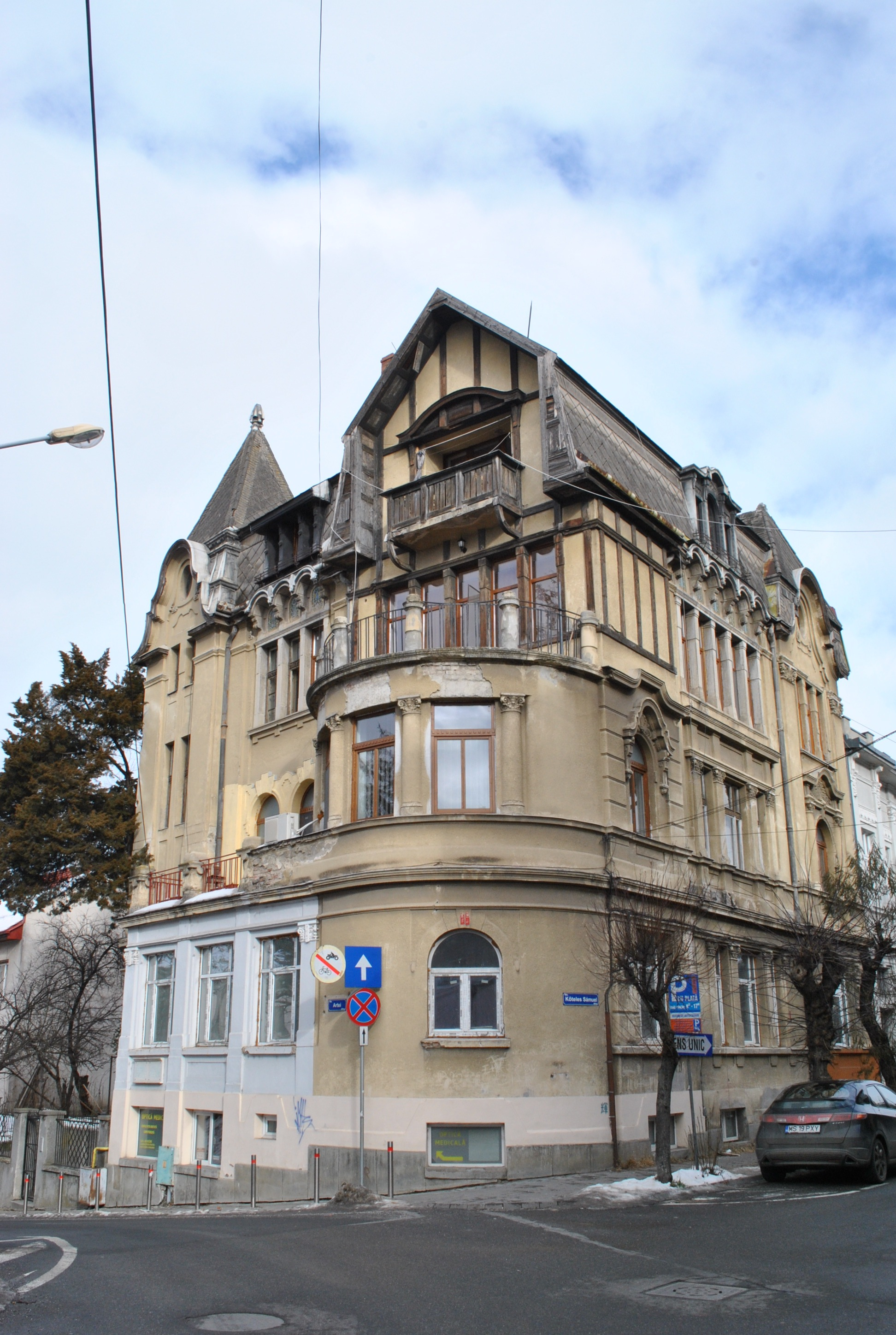
Radó-villa